# Capilla de la Santísima Virgen de Luján (Antártida)
La capilla de la Santísima Virgen de Luján es una capilla de la Iglesia católica ubicada en la base Marambio de Argentina en la isla Seymour/Marambio en la Antártida. 
La estructura de la capilla es de acero y se utiliza para el culto católico por los distintos miembros del personal argentino en la estación (así como visitantes). La capilla cuenta con un campanario y una cruz. En la capilla existe una réplica de la imagen de la Virgen de Luján solemnemente trasladada desde su santuario en Luján antes de su inauguración.
Fue bendecida e inaugurada el 15 de abril de 1996 por Norberto Eugenio Martina, obispo castrense de Argentina, de quien depende el capellán antártico argentino. La capilla es uno de los templos católicos más austral de Argentina y del planeta. Además es uno de los pocos templos cristianos en la Antártida, los únicos lugares de culto religioso en este continente.
El campanario más austral del mundo, fue proyectado e inaugurado por el padre Guillermo Conti el 5 de marzo de 2014 con un llamado telefónico del papa Francisco en la base Marambio.
La base Marambio, fundada en 1969, es una base científica y militar utilizada por la Fuerza Aérea Argentina, con capacidad para albergar entre 75 y 160 personas. 

## Actividad de la Iglesia católica en la Antártida Argentina
La primera misa de la Iglesia Católica celebrada en la Antártida fue oficiada por el jesuita Felipe Lérida el 20 de febrero de 1946 en el observatorio Orcadas del Sud. El 18 de febrero de 1976 fue inaugurada la capilla San Francisco de Asís en la Base Esperanza, siendo la primera en el continente antártico. En 1978 se celebró el primer matrimonio católico en la base Esperanza. A partir de 1995 el obispado castrense de Argentina comenzó a desarrollar su programa de Pastoral antártica, asistiendo a las bases, barcos y personal antártico y destacando sacerdotes en las campañas antárticas. Desde 1996 las capillas de las bases antárticas argentinas cuentan de manera permanente con sagrarios con hostias consagradas y ministros extraordinarios de la Eucaristía designados por el obispo castrense. 
Las capillas antárticas argentinas que se ubican en las bases operativas de manera permanente son:
- Capilla San Francisco de Asís, en la base Esperanza, inaugurada el 18 de febrero de 1976.
- Capilla Stella Maris, en la base Orcadas.
- Capilla de Nuestra Señora de las Nieves, en la base Belgrano II.
- Capilla Santísima Virgen de Luján, en la base Marambio.
- Capilla Cristo Caminante, en la base San Martín.
- Capilla Nuestra Señora del Valle, en la base Carlini.

Existe también la capilla Stella Maris en el rompehielos ARA Almirante Irízar y la capilla Cristo Rey en la sede del Comando Antártico de Ejército Argentino en Buenos Aires, que se hallan afectadas a la actividad pastoral antártica.